# Eivind Opsvik
Eivind Opsvik (Oslo, 1973) is een Noors jazzcontrabassist en componist van de modern creative en de nieuwe improvisatiemuziek.

## Biografie
Eivind Opsvik is de zoon van industrieel ontwerper en jazzmuzikant Peter Opsvik, die u. a. de Tripp-trapp kinderstoel (Stokke AS) creëerde. Eivind begon als kind met drummen en als tiener wisselde hij naar de contrabas. Tijdens de jaren 1990 speelde hij in verschillende jazz- en experimentele bands in Oslo en trad hij op in jazzclubs en tijdens festivals. Hij ging op Europese tournees met muzikanten als Paal Nilssen-Love en Christian Wallumrød. Hij studeerde vervolgens klassieke contrabas aan de Noorse Staatsacademie van muziek en speelde in de improvisatieband The Quintet, met Bjørnar Andresen, Calle Neuman, Ketil Gutvik en Paal Nilssen-Love, met wie de eerste opnamen werden gemaakt.
Opsvik werkt sinds 1998 in New York, o.a. in Jon Irabagon's formatie Outright!, in het Nate Wooley Quintet, met Aaron Jennings in het experimentele duo Opsvik & Jennings en met Jeff Davis en Tony Malaby in het Ensemble Tone Collector. Bovendien leidt Opsvik zijn ensemble Overseas, met o.a. Jesse Davis, Tony Malaby en Craig Taborn als leden. In 2003 werd zijn debuutalbum uitgebracht door Fresh Sound New Talent. In New York werkte Opsvik ook samen met Kris Davis (Life Span), David Binney/Bill Frisell, Hari Honzu, Harris Eisenstadt, Jesse Harris, Mat Maneri, Jacob Sacks en Paul Motian.

## Discografie
- 2003: Overseas (Fresh Sound Records)
- 2005: Tone Collector (Jazzaway Records)
- 2005: Overseas, Vol. 2 (Fresh Sound Records)
- 2005: Floyel Files (Opsvik & Jennings, NCM East)
- 2007: Commuter Anthems (Opsvik & Jennings, Rune Grammofon)
- 2008: Overseas, Vol. 3 (Loyal)
- 2009: A Dream I used to remember (Opsvik & Jennings, Loyal)
- 2012: Overseas IV (Loyal) met Tony Malaby, Brandon Seabrook, Jacob Sacks, Kenny Wollesen
- 2017: Overseas V dto.

- Bibsys: 1023842
- Bibliothèque nationale de France: cb16215994d (data)
- Gemeinsame Normdatei: 1064589464
- International Standard Name Identifier: 0000 0000 8112 8487
- Library of Congress Control Number: no2003113884
- MusicBrainz: 4f7a2984-e64f-48c6-ad6a-dffa2d27907a
- Réseau des bibliothèques de Suisse occidentale: 02-A016562078
- Système universitaire de documentation: 162199724
- Virtual International Authority File: 34156069
- WorldCat: E39PBJc7R66TfCMMmhvWvJtR8C